# Cubophis cantherigerus
Cubophis cantherigerus là một loài rắn trong họ Rắn nước. Loài này được Bibron mô tả khoa học đầu tiên năm 1843.